# Dungeon Defenders
Dungeon Defenders ist ein Computerspiel des US-amerikanischen Entwicklers Chromatic Games (ehem. Trendy Entertainment). Das Spiel kombiniert die Genres des Action-Rollenspiels und der Tower-Defense-Strategie mit einem Schwerpunkt auf kooperativem Mehrspielermodus. Es wurde erstmals 2011 für Windows veröffentlicht, nachdem bereits der Ableger Dungeon Defenders: First Wave für iOS und Android verfügbar war. Es folgten Umsetzungen für PlayStation 3 und Xbox 360.
Mit Dungeon Defenders II erschien 2017 ein Nachfolger mit Free-to-play-Konzept für Windows, PlayStation 4 und Xbox One. Ein weiterer Nachfolger, Dungeon Defenders: Awakened, erschien 2020 für Windows und Xbox One, 2021 auch für Nintendo Switch.

## Spielprinzip
In Dungeon Defenders kontrolliert jeder Spieler einen Charakter, der einer der vier Klassen Lehrling, Knappe, Jägerin oder Mönch angehört. Dieser wird aus der Third-Person-Perspektive mit Maus und Tastatur oder einem Gamepad gesteuert. Die Spieler bewegen sich mit ihren Charakteren innerhalb eines abgegrenzten dreidimensionalen Levels, in dessen Mitte sich ein zu verteidigender Kristall befindet. Diesen müssen die Spieler nun sowohl durch direkten Kampf mit ihrem Charakter, als auch durch das Errichten von Strukturen mit verschiedenen offensiven und defensiven Effekten gegen einfallende Monsterhorden verteidigen. Gelingt dies den Spielern nicht und zerstören die Monster den Kristall, ist das Spiel verloren. Behaupten die Spieler sich gegen eine gegebene Anzahl Wellen von Gegnern, so ist das Spiel gewonnen.
Zwischen diesen Wellen haben die Spieler Zeit, ihre Verteidigungen zu reparieren und die von erlegten Monstern erbeuteten Gegenstände wie Waffen und Kleidungsstücke einzusammeln. Diese können dann vom Charakter verwendet oder nach dem Spiel verkauft werden. Die dafür erhaltene Spielwährung kann wiederum für weitere Ausrüstung oder Haustiere ausgegeben werden. Das töten der Monster, sowohl durch direkte Konfrontation, als auch über den Umweg mittels konstruierter Türme und Fallen, belohnt den Spieler mit Erfahrungspunkten. Dadurch steigt der Charakter des Spielers in seiner Stufe, wird dabei stärker und schaltet neue Fähigkeiten frei.

## Handlung
Eingebettet ist das Spielprinzip in eine zeichentrickhaft dargestellte mittelalterliche Fantasy-Welt. Die nur einer Anfänglichen Zwischensequenz im Story-Modus angedeutete Rahmenhandlung beschreibt, wie vier erwachsene Helden des Schlosses für unbestimmte Zeit zu einem Kreuzzug aufbrechen. Dabei bleiben die vier Nachwuchshelden, in dessen Rolle die Spieler schlüpfen, im Schloss zurück. In deren Verantwortung fällt somit, das Schloss von alten Minenschächten und Verliesen tief unter dem Schloss, über Burghof, Schlossgarten und Thronsaal hinweg bis hoch auf die Dächer des Schlosses gegen einfallende Monsterhorden zu verteidigen. Unter den Gegnern finden sich genretypische Vertreter, wie Orks, Goblins und Trolle.

## Rezeption
Dungeon Defenders erhielt überwiegend positive Resonanz seitens der Fachpresse. So urteilte GameStar in einem Test: „Ein Muss für Koop- und Tower-Defense-Fans.“ Gelobt wird die gelungene Kombination der Computerspiel-Genres Action, Strategie und Rollenspiel. Das Bekämpfen der gegnerischen Monsterhorden und das Ausbauen der eigenen Verteidigungen bereite großen Spaß und durch das mit Diablo III verglichene Beutesystem sei Dungeon Defenders „ein Spiel für durchgemachte Nächte“. Bemängelt werden dabei fehlende Anreize für gelungenes Teamwork in Online-Partien und eine mangelhafte Übersetzung der englischsprachigen Originalfassung.
Wertungsaggregator Metacritic ermittelte für die Windows-Fassung von Dungeon Defenders 81 aus 100 erreichbaren Punkten, auf Grundlage von 26 Bewertungen. Die PS3- und Xbox-360-Versionen erhielten entsprechend 80 und 77 Punkte.

### Absatz
Im Februar 2012 gab der Publisher bekannt, dass sich Dungeon Defenders über die Plattformen Xbox 360, PlayStation 3 und Microsoft Windows hinweg über eine Million Mal verkauft habe, ausschließlich als Download-Version über Xbox Live, PlayStation Network und Steam.

## Nachfolger und Ableger

### Dungeon Defenders: First/Second Wave
Unter dem Titel Dungeon Defenders: First Wave erschien im Dezember 2010 die erste Version von Dungeon Defenders, zuerst für iOS und eine Woche später, am 23. Dezember, auch für Android in Version 2.1 und höher. Der Titel war zudem das erste Spiel auf Basis der Unreal Engine 3, das für diese Systeme veröffentlicht wurde. Das Spiel bot von Anfang an einen Einzelspielermodus, Online-Mehrspielermodus für kooperatives Spiel mit bis zu vier Spielern via GameSpy und Online-Highscores. Die iOS-Version von Dungeon Defenders: First Wave erreichte einen Metascore von 66 aus 100 erreichbaren Punkten, basierend auf 9 Wertungen.
Als Dungeon Defenders: Second Wave wurde am 14. Oktober 2011 ein umfangreiches kostenfreies Update der ersten Version veröffentlicht. Mit dieser Version wurde zudem auf ein Free-to-play-Modell gewechselt. Das Update enthielt eine komplett überarbeitete Steuerung und Menüführung, die vormals häufig kritisiert wurde. Darüber hinaus wurde das maximal erreichbare Spielerlevel auf 80 erhöht und neben dem kooperativen Modus ein kostenpflichtiger Spieler-gegen-Spieler-Modus eingeführt. Dungeon Defenders: Second Wave war 2013 Teil des fünften Humble Bundle.

### Dungeon Defenders II
Mit Dungeon Defenders II veröffentlichte Trendy Entertainment, diesmal in Eigenregie, am 20. Juni 2017 einen Nachfolger für Microsoft Windows, PlayStation 4 und Xbox One. Das Spiel war bereits seit 2014 als Early-Access-Titel via Steam und seit 2015 auf der PlayStation 4 spielbar und finanziert sich, im Gegensatz zum Vorgänger, als Free-to-play-Titel durch Mikrotransaktionen.

### Dungeon Defenders: Awakened
Im Februar 2020 erschien ein weiterer Eintrag der Serie unter dem Titel Dungeon Defenders: Awakened im Early-Access-Programm. Der dritte Teil siedelt sich erzählerisch nach den Geschehnissen des zweiten Teils an, orientiert sich spielmechanisch jedoch wieder näher am erfolgreicheren ersten Dungeon Defenders. Er wurde mittels einer Crowdfunding-Kampagne auf Kickstarter finanziert. Hersteller Trendy Entertainment wechselte zwischenzeitlich im Rahmen einer Neuausrichtung seinen Namen zu Chromatic Games. Am 28. Mai 2020 folgte die offizielle Veröffentlichung für Windows und Xbox One. Am 4. August 2021 erschien das Spiel, zeitgleich mit dem Update Lycan’s Keep, auch für die Nintendo Switch. Eine Portierung für PlayStation 4 ist bis Ende des Jahres 2021 geplant.